# Vozovna Pogodno
Vozovna Pogodno je jedna z dvou tramvajových vozoven ve Štětíně, provozovaných společností Tramwaje Szczecińskie (tou druhou je vozovna Golęcin). Leží v části Zawadzkiego-Klonowica patřící do štětínské městské části Západ.

## Historie
Vozovna je poslední vozovnou, kterou tehdejší společnost Stettiner Straßen-Eisenbahn Gesellschaft postavila před 2. světovou válkou; využívá se od roku 1934. Do hal bylo možno umístit až 80 motorových vozů. Mezi lety 1973 až 1983 proběhla rekonstrukce vozovny. Většinu stavby zabírají prostory pro tramvaje (15 kolejí). Kolem celé vozovny vede jedna objízdná kolej. V letech 2014–2015 proběhla zásadní rekonstrukce vozovny, kdy byly zmodernizovány stávající haly, koleje a exteriér.

## Provoz
V červenci 2019 se ve vozovně Pogodno nacházelo 139 vozů určených pro osobní dopravu. Jedná se o tramvaje typů Tatra KT4DtM, Tatra T6A2D, Moderus Beta MF 25 AC a MF 15 AC a Pesa 120NaS.